# Thüringer Universitäts- und Landesbibliothek
Die Thüringer Universitäts- und Landesbibliothek (kurz ThULB) ist die zentrale Universitätsbibliothek der Friedrich-Schiller-Universität Jena.
Als wissenschaftliche Universalbibliothek ist ihre Aufgabe die Literaturversorgung der Universität Jena sowie der Stadt selbst. Die ThULB ist die größte Bibliothek Thüringens und nimmt als Landesbibliothek weitergehende bibliographische Aufgaben, wie die Sicherung historischer Bestände und die Sammlung von Belegexemplaren wahr. Als Forschungsbibliothek unterhält sie zahlreiche Beziehungen zu anderen Einrichtungen.
Direktor der Bibliothek ist seit 1. Februar 2024 Andreas Klinger. Er untersteht in seiner Tätigkeit dem Präsidenten der Universität.

## Geschichte

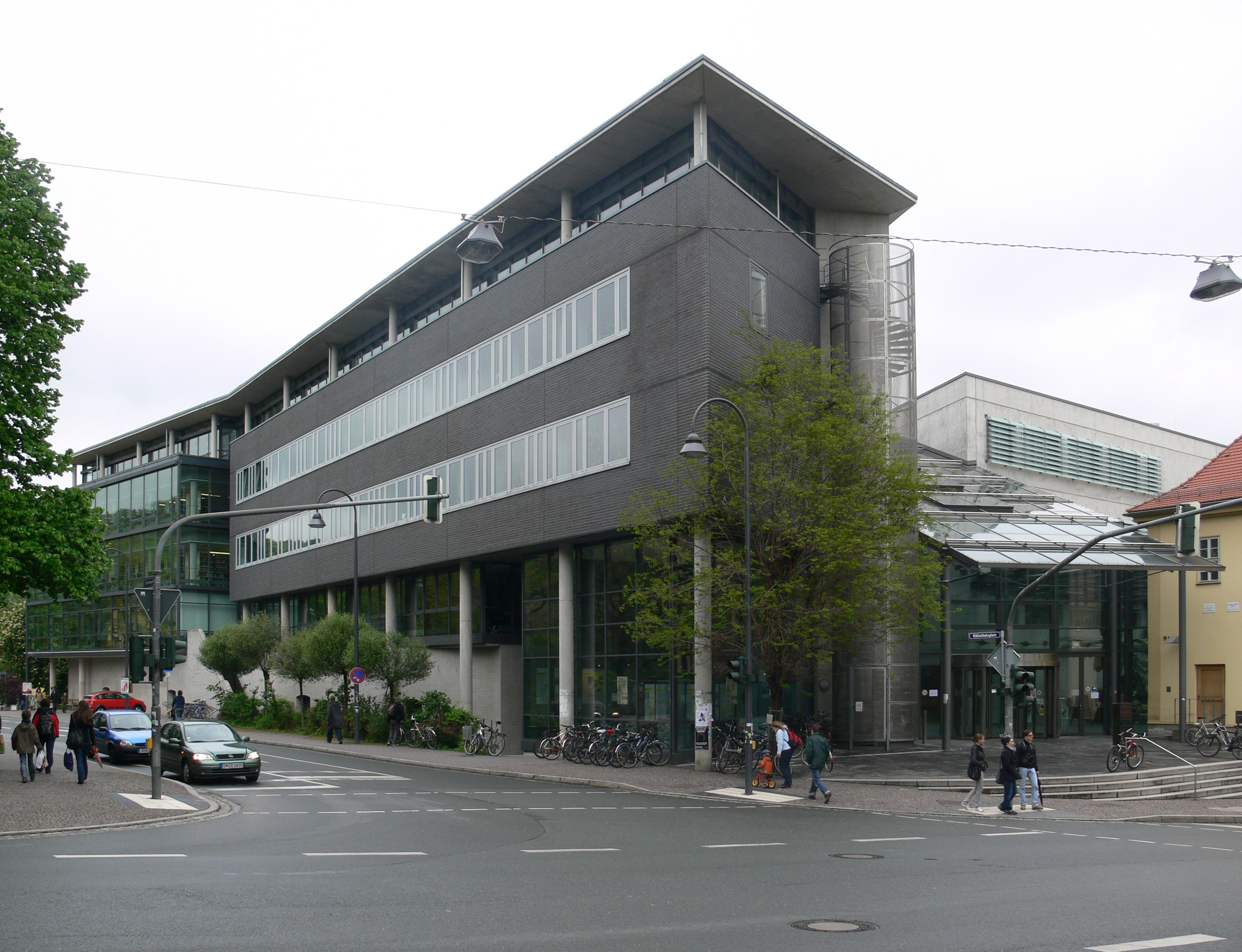
ThULB am Fürstengraben in Jena

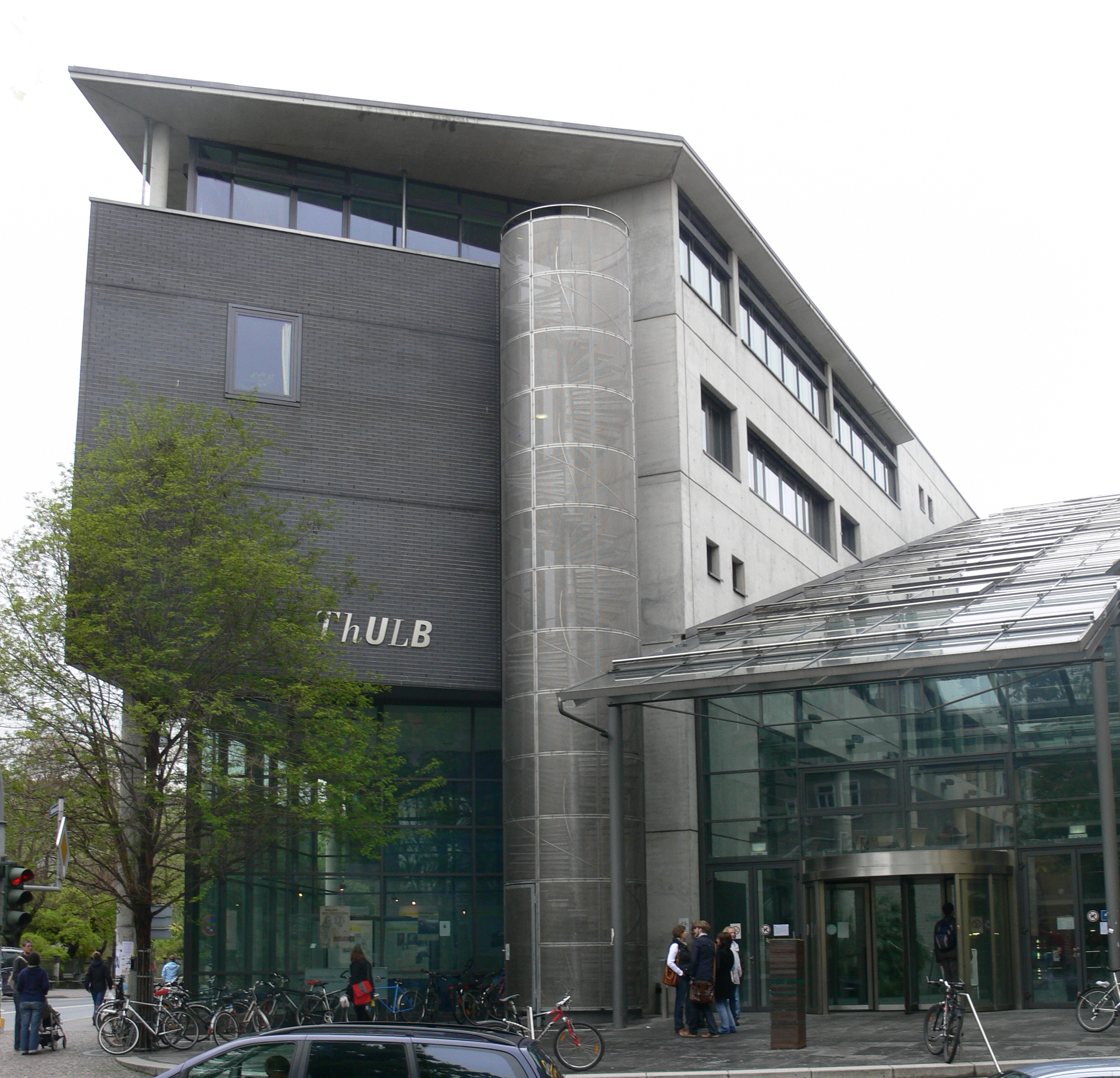
Eingangsbereich der ThULB

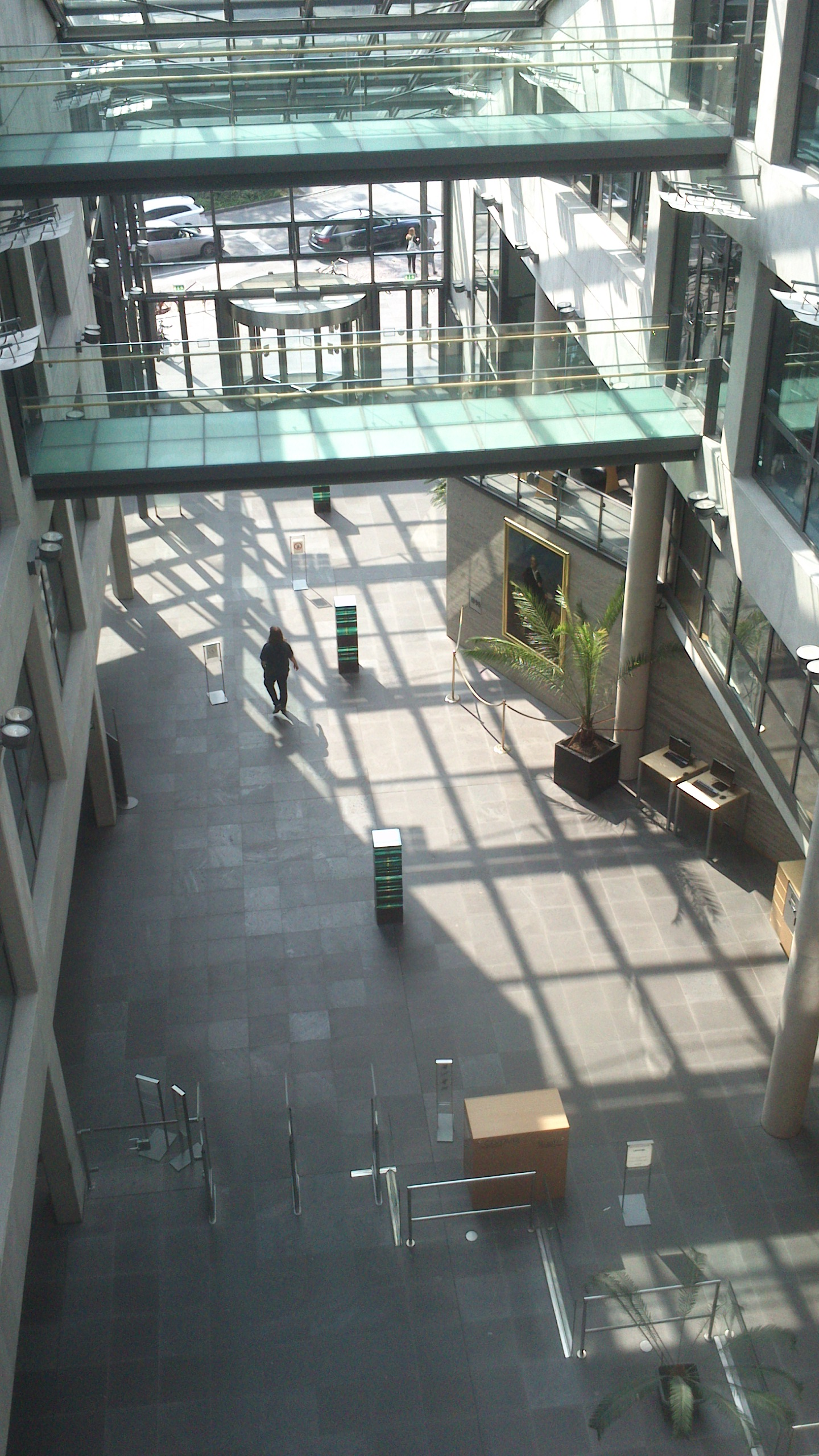
Eingangsbereich der ThULB von innen

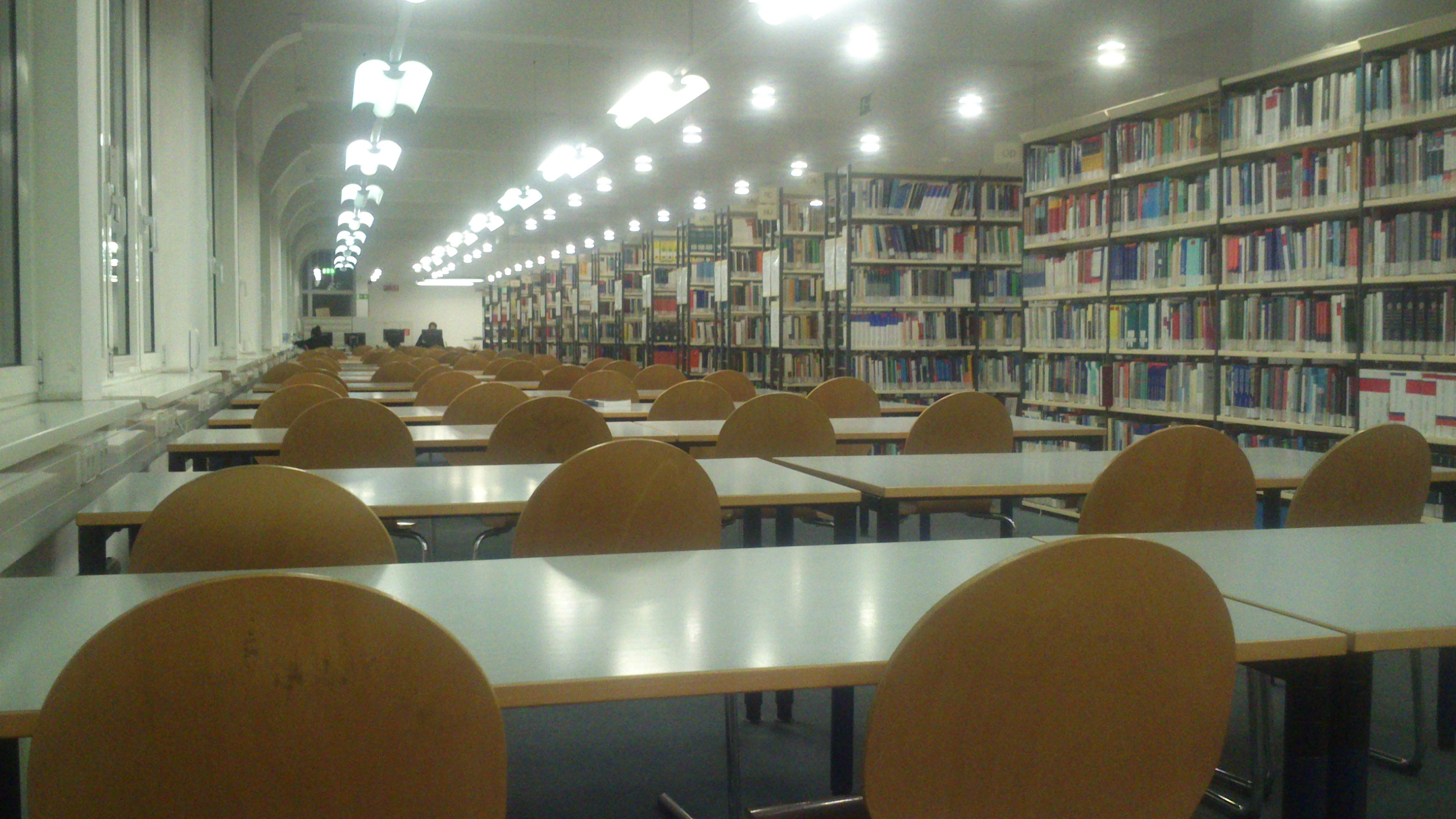
Teilbibliothek Wirtschaftswissenschaften

### Von den Anfängen bis zum 19. Jahrhundert
Die Thüringer Universitäts- und Landesbibliothek ist aus der dem Gemeinwohl überlassenen Büchersammlung Bibliotheca Electoralis des sächsischen Kurfürsten Friedrich des Weisen und seiner Nachfolger hervorgegangen. Diese Bibliothek wurde ursprünglich von der Wittenberger Universität genutzt und kam 1549 über Weimar nach Jena, da sie zum persönlichen Eigentum des Kurfürsten Johann Friedrich gezählt wurde und von diesem beim Verlust des Kurkreises um Wittenberg mitgeführt werden konnte.
Im Verlauf des 17. Jahrhunderts profitierte die Bibliothek von zahlreichen Bestandszuwächsen, darunter viele mittelalterliche Inkunabeln aus Gelehrtenbibliotheken. Im letzten Drittel des Jahrhunderts wurde auch die Bibliotheca Bosiana erworben. Diese Gelehrtenbibliothek des Polyhistors Johann Andreas Bose, der 1656 zum Professor für Geschichte an die Salana berufen worden war, enthielt wichtige philologisch-historische Werke und 47 teilweise außerordentlich kostbare Handschriften, beispielsweise die aus dem 12. Jh. stammende Kopie der Weltchronik des Otto von Freising, ein lateinisches Evangeliar (um 850) und ein mitteldeutsches Martyrologium des 13. Jhs. Seit dieser Zeit gehört sie zu den größten Bibliotheken in Deutschland.
1817 erhielt Goethe als zuständiger Minister den Auftrag, das „stockende Wesen“ der Bibliothek in Jena zu beleben. Er bewirkte einen umfassenden Umbau zu einer akademischen Gebrauchsbibliothek im Sinne der Aufklärung. Gegen Ende des Jahrhunderts etablierten Carl Zeiss und Ernst Abbe die von nun an charakteristische Verbindung von Industrie und Universität. Im Jahr 1858 erhielt die Bibliothek einen zentralen Neubau im Stil der italienischen Frührenaissance, welcher im Zweiten Weltkrieg zerstört wurde.

### 20. Jahrhundert
Die letzte große Erwerbung während des Kaiserreichs war 1917/19 die Bibliothek des Berliner Nationalökonomen Gustav von Schmoller als Untersetzung zur „weiteren Ausgestaltung des Lehrfachs der Nationalökonomie, Handelswissenschaft und Sozialpolitik“.
1935 erhielt die Bibliothek das Pflichtexemplarrecht für Thüringen. Zugleich wurde mit dem Aufbau eines Thüringer Zentralkatalogs begonnen. Die Jahre des Nationalsozialismus waren überschattet von finanziell und politisch bedingten Restriktionen in der Erwerbung, durch Aussonderungen und Kriegsvorbereitungen. 1942 hatte die Bibliothek einen Bestand von 429.648 Bänden, 347.650 kleinen Schriften, 49 laufenden Metern Wiegendrucke sowie 2300 Handschriften. Unter großen Anstrengungen gelang es dem Bibliothekspersonal, die wertvollsten Bestände an durch Luftangriffe weniger gefährdete Orte zu bringen. Die mittelalterlichen Handschriften, die Inkunabeln und andere Zimelien überstanden die Luftangriffe auf Jena im Frühjahr 1945 in Banktresoren unversehrt, über 80.000 an Orte außerhalb Jenas ausgelagerte Bände blieben ebenfalls erhalten.
Das Bibliotheksgebäude ist bei einem amerikanischen Bombenangriff am 9. Februar 1945 bis zum Kellergeschoss total zerstört worden. Dabei starben der Bibliotheksdirektor Prof. Theodor Lockemann und 11 seiner Mitarbeiterinnen unter den Trümmern. Verloren gingen der Lesesaalbestand, Kataloge und über 10.000 Bände.
Nach dem Zweiten Weltkrieg eröffnete die Bibliothek schon am 1. August 1945 unter behelfsmäßigen Bedingungen ihre Ausleihe. Im Winter 1945/46 erhielt die Bibliothek ein kleines, am Fürstengraben gegenüber dem Universitätshauptgebäude gelegenes Hotel als Verwaltungssitz. Mit der Zerstörung ihres Gebäudes begann für die Bibliothek eine mehr als fünf Jahrzehnte währende schwierige Etappe, geprägt von dezentralen Provisorien und zahlreichen Umzügen. Das Pflichtexemplarrecht gelangte 1954 an die Herzogin-Anna-Amalia-Bibliothek in Weimar. Trotz den zahlreichen Aussonderungen nationalsozialistischer Literatur wuchs der Bestand der Bibliothek bis 1950 auf 635.000 Bände an. Der durch den Krieg unterbrochene Zentralkatalog wurde 1955 in Jena fortgesetzt.
Das Pflichtexemplarrecht wurde 1983 an Jena zurückgegeben. Zugleich übernahm die Jenaer Bibliothek die Bearbeitung der seit 1972 erscheinenden Thüringen-Bibliographie. Das Konzept eines einheitlichen sozialistischen Bildungssystems umfasste auch die Bibliothek. In den siebziger Jahren wurde auf zentrale Anweisung mit der Umstellung auf ein einschichtiges Bibliothekssystem begonnen, bei dem bereits der Einsatz von EDV berücksichtigt wurde. Das Modell war so flexibel ausgelegt, dass 1990 nach einigen Modifikationen die Computergestützte Arbeit an den ursprünglich vorgesehenen Einsatzpunkten ohne Verzögerung begonnen werden konnte.

### Seit 1990
Im Jahr 1991 wurde die Bibliothek in Jena zur Thüringer Universitäts- und Landesbibliothek (ThULB). Wesentliche Bestandslücken wurden durch zusätzliche Erwerbungsmittel von Bund und Land geschlossen, allein zwischen 1990 und 1997 wurden 750.000 Bestandseinheiten erworben. In dieser Zeit fand auch ein umfangreicher Restrukturierungsprozess statt, das einschichtige System aus DDR-Zeiten wurde übernommen und mit Hilfe moderner EDV komplettiert. Ende 1997 betrug der Bestand 3,61 Millionen Einheiten. Nach einem Wettbewerb im Jahr 1995 wurde ab 1996 ein neues großes Bibliothekshauptgebäude durch die Stuttgarter Architektenpartnerschaft Heckmann. Kristel. Jung erbaut. Der Neubau, der auch die Teilbibliothek Geisteswissenschaften mit Verwaltungstrakt beherbergt, wurde im Dezember 2001 eröffnet.
Von 1998 bis 2009 betreute die ThULB im Rahmen des Programms für die überregionale Literaturversorgung der DFG die Sondersammelgebiete Rumänische Philologie und Volkskunde sowie Moldavanisch, Albanische Philologie und Volkskunde und den Länderschwerpunkt Neugriechenland. Seit 2012 arbeitet die Bibliothek an einem Projekt zur Digitalisierung seltener Jenaer Drucke des 17. Jahrhunderts.

### Leiter
| - 1563/67–1588/89: Johannes Weischner - 1588/89–1609: Lukas Weischner - 1626–1669: Carl Günther Pingitzer - 1670–1679: Johann Georg Cummer - 1679–1722: Burkhard Gotthelf Struve - 1722–1738: Christian Gottlieb Buder - 1738–1756: Johann Christoph Mylius - 1756–1792: Johann Gottfried Müller - 1793–1800: Friedrich Ernst Carl Mereau - 1800–1803: Johann Samuel Ersch - 1804–1817: Heinrich Karl Abraham Eichstädt - 1811–1826: Georg Gottlieb Güldenapfel (Unterbibliothekar) - 1817–1824: Johann Wolfgang von Goethe (Gesamtleitung) - 1826–1869: Karl Wilhelm Göttling - 1870–1878: Anton Klette - 1879–1888: Gustav Hartenstein | - 1888–1903: Karl Konrad Müller - 1903–1926: Karl Georg Brandis - 1926–1945: Theodor Lockemann - 1945–1946: Viktor Burr - 1947–1951: Albert Predeek - 1951: Johannes Müller - 1952–1954: Karl Bulling - 1954–1958: Waldemar Stoessel - 1962–1970: Annemarie Hille - 1970–1990: Lothar Bohmüller - 1990–1999: Konrad Marwinski - 1999–2018: Sabine Wefers - 2018–2023: Michael Lörzer (bis April 2020 kommissarisch) - seit 2024: Andreas Klinger |

## Bestand und Nutzung

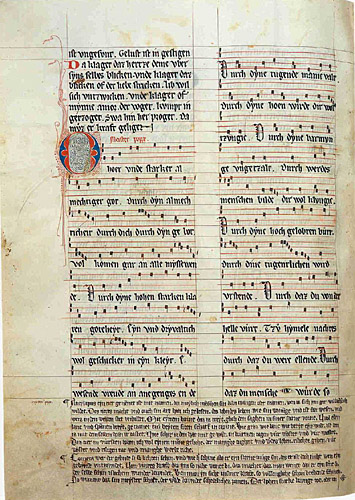
Die Jenaer Liederhandschrift von 1330/50

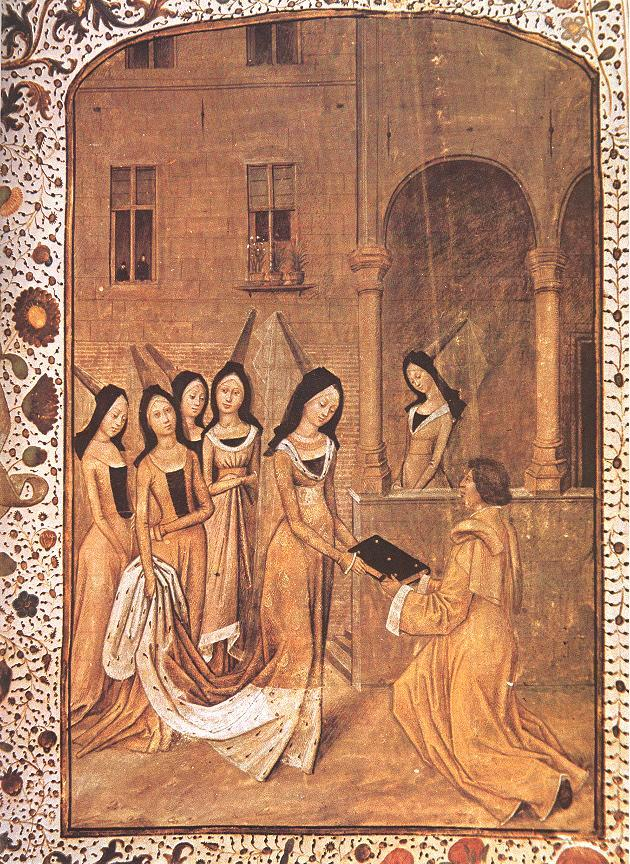
Flämische Pergamentzeichnung aus dem 15. Jahrhundert

Die Thüringer Universitäts- und Landesbibliothek verfügt über einen Bestand von etwa 3,96 Millionen Einheiten sowie rund 4.419 laufende Zeitschriften. Zusätzlich zum Buchbestand von 3,54 Millionen (darunter ca. 641.000 Alte Drucke bis zum Ende des 19. Jahrhunderts) verfügt die ThULB über 5.988 Handschriften, 99 Nachlässe, 38.473 sonstige Druckwerke nebst 342.736 anderen nicht-elektronischen Medien (Stand: 2011).
Im Jahr 2011 haben 46.628 aktive Benutzer 566.581 Entleihungen durchgeführt. Die Bibliothek zählte in diesem Jahr 1,67 Millionen Besucher.
Der Bestand wird auf insgesamt 18 Standorten zur Verfügung gestellt, aufgeteilt in die vier großen Teilbibliotheken Geisteswissenschaften, Medizin, Naturwissenschaften sowie Rechts-, Wirtschafts- und Sozialwissenschaften. Diese untergliedern sich teilweise in weitere Standorte. Die Gesamtnutzfläche beträgt 24.640 m². Die Bibliothek verfügt über 1.727 Benutzerarbeitsplätze, davon 350 Computerarbeitsplätze. Das Jahresbudget beträgt rund 13,39 Mio. €.

### Historische Sammlungen
Die wertvollsten Bestände der ThULB bilden ca. 3.400 Handschriften (davon ca. ein Zehntel mittelalterlich), 130 Nachlässe, 2.500 Autographen, 1.200 Inkunabeln und über 640.000 historische Druckwerke. Besonders hervorzuheben sind:
- Bibliotheca Electoralis (Kurfürstliche Bibliothek): Die Bibliothek verwahrt mit der „Bibliotheca Electoralis“ eine der bedeutendsten Sammlungen der Reformationszeit. Sie umfasst ca. 1.500 Drucke des 15./16. Jahrhunderts sowie ungefähr 150 mittelalterliche Handschriften und bildet den Urbestand der ThULB. Kurfürst Friedrich der Weise begann um 1500 in Wittenberg mit dem Aufbau dieser Bibliothek, die zunächst als kurfürstliche Schlossbibliothek höfischer Repräsentation diente. 1512 erhielt Georg Spalatin den Auftrag, sie als Studienbibliothek der Wittenberger Universität systematisch zu erweitern, woraufhin sie sich zu einem Wissensspeicher des Humanismus und der Reformatoren entwickelte. Johann der Beständige und Johann Friedrich I. ließen sie weiter vermehren. Nach der Niederlage des Schmalkaldischen Bundes 1547 regelte die Wittenberger Kapitulation, dass die Ernestiner ihre beweglichen Güter behalten durften, somit auch die Bibliotheca Electoralis. Nach einer Zwischenstation in Weimar kam sie 1549 in das aufgelöste Dominikanerkloster St. Pauli in Jena. Die Sammlung wurde von den Protagonisten der Reformation, darunter Martin Luther und Philipp Melanchthon genutzt, deren Annotationen sich im Bestand finden. Ihre wertvollsten Handschriften sind die Jenaer Liederhandschrift (Ms. El. f. 101; um 1330), ein Quedlinburger Evangeliar (Ms. El. f. 3; um 1000), das Jenaer Martyrologium (Ms. Bos. q. 3; um 1275), das Fest-Evangelistar und Fest-Epistolar Friedrichs des Weisen (Ms. El. f. 1–2; 1507), 13 prächtig illuminierte französische Codices des 14./15. Jh. (Ms. El. f. 87 aus der Bibliothek des Jean de Berry) sowie elf große Chorbücher aus der Werkstatt des Petrus Alamire (Anfang 16. Jh.). Die ThULB betrieb 2007–2012 ein Projekt zur wissenschaftlichen Aufarbeitung, Digitalisierung und Präsentation der „Electoralis“ im Rahmen der Universal Multimedia Electronic Library of Jena (UrMEL). Dabei wurde die „Electoralis“ in ein modernes, digitales Zugriffssystem überführt.[3]

- 35 Handschriften und drei Drucke aus dem Vorbesitz von Georg Rörer, einem der engsten Weggefährten Martin Luthers: Ab- und Mitschriften von Werken und Äußerungen Luthers und weiterer Reformatoren sowie zwei Handexemplare des Alten und Neuen Testaments deutsch (Ms. App. 24–25; Wittenberg 1539/40) mit Luthers und Rörers Korrekturen für die Ausgabe 1541. Eine Notiz Rörers in Ms. App. 25 ist die möglicherweise früheste Quelle des Wittenberger Thesenanschlags.[5]

- Handschriften aus dem Vorbesitz von Johann Andreas Bose, v. a. die früheste erhaltene illustrierte Abschrift der Weltchronik Ottos von Freising (Ms. Bos. q. 6; 2. Hälfte 12. Jh.) und das Autograph der Weltchronik Frutolfs von Michelsberg und Ekkehards von Aura (Ms. Bos. q. 19; 1099/1106).

- Gelehrtenbibliotheken von Christian Gottlieb Buder (1693–1763; ca. 17.000 Bände), Caspar Sagittarius und Wolfgang Maximilian von Goethe.

- Materialien zur Geschichte der Universität Jena, v. a. die von Ferdinand I. unterzeichnete Stiftungsurkunde von 1557, die ersten Statuten, die Matrikel und Studentenalben, ca. 160 Stammbücher und ca. 10.000 gedruckte Universitätsprogramme.

- Exemplar der 36-zeiligen Bibel (B 36) aus dem Vorbesitz von Johann Andreas Danz, vier Exemplare der Weltchronik Hartmann Schedels, Pergamentexemplar Johann Friedrichs I. der Lutherbibel von 1541.

- Nachlässe von Alexander Cartellieri, Clemens von Delbrück, Rudolf Eucken, Jakob Friedrich Fries, Dorothea von Kurland, Albert Leitzmann sowie Teile des Archivs des Eugen Diederichs Verlags mit Originalentwürfen bedeutender Buchkünstler.

### Teilbibliotheken
- Bibliothekshauptgebäude mit Teilbibliothek Geisteswissenschaften
- Teilbibliothek Rechts-, Wirtschafts- und Sozialwissenschaften
- Teilbibliothek Naturwissenschaften
  - Chemie
  - Herbarium Haussknecht (Spezielle Botanik)
  - Physik (mit Astronomie / Universitätssternwarte)
- Teilbibliothek Medizin
  - Klinische Medizin
  - Sportwissenschaft (Auszug aus dem Institut für Sportwissenschaft 2023)
  - Vorklinische Medizin und Zahnmedizin